# Bitwa pod Tauromenium
Bitwa morska pod Tauromenium – starcie zbrojne, które miało miejsce w roku 36 p.n.e.
Opuściwszy rejon Mylae flota Sekstusa Pompejusza popłynęła w rejon miasta Tauromenium atakowana przez wojska Kwintusa Kornificjusza oraz Oktawiana Augusta. Zaskoczony Oktawian wypłynął w morze, próbując umknąć przeciwnikowi. Okręty Pompejusza doścignęły jednak flotę Oktawiana rozpoczynając walkę, trwającą cały dzień. W wyniku bitwy znaczną część okrętów Oktawiana spalono, reszta zaś umknęła w stronę Italii, wycięto większość załóg podpalonych okrętów a wielu z tych którzy ocaleli wzięto do niewoli. Oktawianowi udało się opuścić miejsce bitwy na małym okręcie i przedostać do Italii, Kornificjusz zaś zagrożony na lądzie przez wojska Pompejusza, opuścił rejon miasta Tauromenium kierując się ku Tyndaris, gdzie połączył się z wojskami Marka Agryppy.